# Evangelische Kirche Malchen

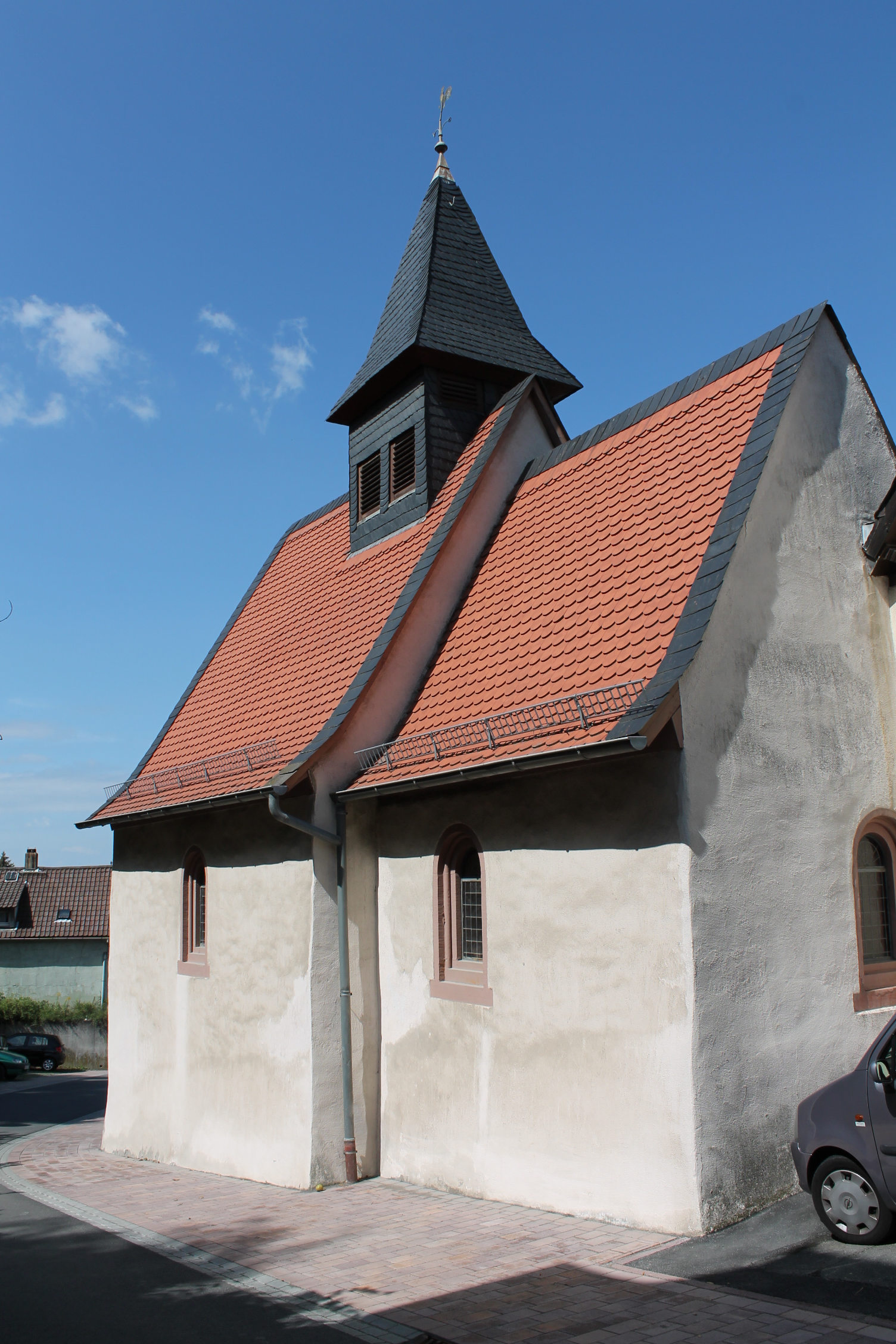

Die Evangelische Kirche Malchen ist eine Kirche in Malchen in der südhessischen Gemeinde Seeheim-Jugenheim.

## Architektur und Geschichte
Die im Mittelalter entstandene (Ersterwähnung im Jahr 1514) Kirche ist wahrscheinlich zu diesem Zeitpunkt ausgebaut und renoviert worden.
Auf einem rechteckigen Grundriss steht das kleine Schiff; an das sich ein etwa gleich langer eingezogener, rechteckiger Chorraum anschließt.
Außen und innen ist die kleine Kirche schlicht gehalten. Über dem Kirchenschiff erhebt sich ein quadratischer Dachreiter mit vierseitigem Pyramidenhelm.
Das rundbogige Westportal ist mit einem Spätrenaissance-Sandsteingewände (Datierung: 1693 im Schlussstein) versehen. Wahrscheinlich wurde die Kirche im Jahr 1693 neu aufgebaut.
Das Innere der Kirche ist durchgehend flach mit Brettern gedeckt; die mit Rankenmalereien verziert sind.
Die umlaufende Wandbemalung wird in die Zeit der Gotik um das Jahr 1500 datiert.
Bemerkenswert ist die Bestuhlung mit altertümlichen Knäufen an den Wangen.
Renovierungen erfolgten in den Jahren 1860, 1936, 1984 und 1987.
Die Kirche inklusive ihrer Ausstattung ist aus künstlerischen und ortsgeschichtlichen Gründen ein Kulturdenkmal.
Die Evangelische Kirchengemeinde Seeheim-Malchen gehört zum Dekanat Bergstraße in der Propstei Starkenburg der Evangelischen Kirche in Hessen und Nassau.